# Túnel Binnian
El Túnel Binnian (en inglés: Binnian Tunnel) fue construido entre 1948 y 1952 y está situado en las montañas de Mourne en Irlanda del Norte. El objetivo principal del túnel es desviar el agua del río Annalong al reservorio Silent Valley debajo de una serie de montañas que incluyen Slieve Binnian, de la cual el túnel recibe su nombre. Un alto grado de conocimientos de ingeniería fueron empleados en la construcción del túnel. Dos equipos de personas trabajaron en cada extremo del túnel y se reunieron en el centro. El túnel se creó usando técnicas de perforación y voladura. Los centros de acogida para los trabajadores se encuentran en Slievenaglogh.